# Senta Berger
Senta Berger (Vienna, 13 maggio 1941) è un'attrice e produttrice cinematografica austriaca.

## Biografia
Figlia di un musicista, Josef Berger (1902-1983), e di un'insegnante, Therese Jany, morta nel 2001, fa la sua prima apparizione sul palcoscenico all'età di quattro anni, quando il padre la accompagna in un numero musicale al pianoforte. Un anno dopo inizia a prendere lezioni di danza, attività che tuttavia non riesce a completare. Passata alla recitazione, studia a Vienna alla scuola di Max Reinhardt. Nel 1957 l'aver accettato senza il consenso della direzione della scuola un piccolo ruolo nel film La locanda dei tigli le costa il proseguimento degli studi. L'anno successivo entra a far parte come attrice giovane della compagnia del Josefstadt Theatre di Vienna, ma il suo interesse principale rimane sempre quello di recitare per il cinema. Una delle sue prime importanti partecipazioni in un film risale al 1960, in Il bravo soldato Schwejk, in cui recita al fianco di Heinz Rühmann.

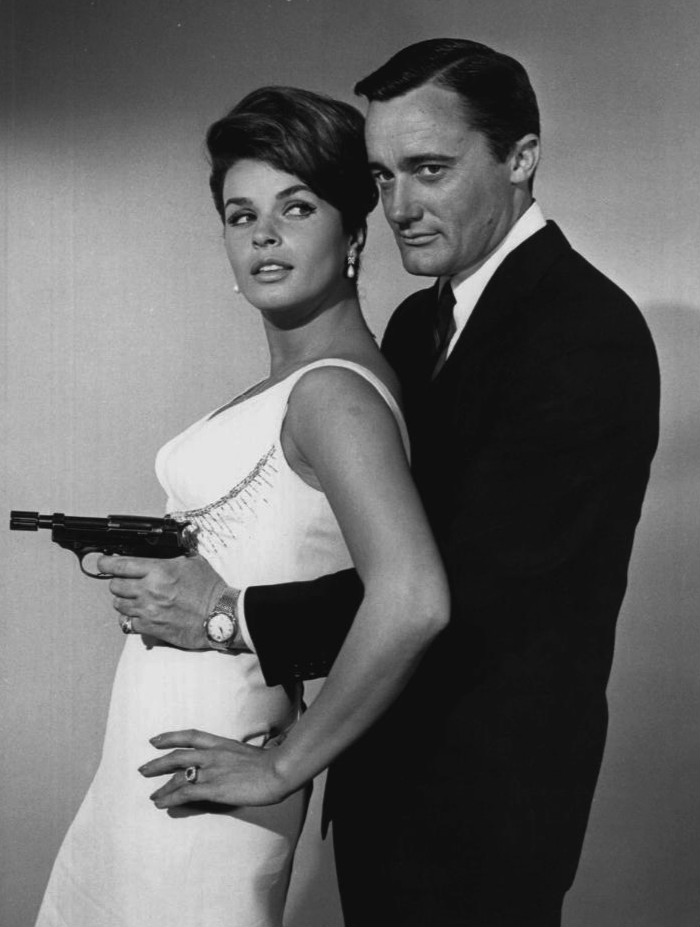
Senta Berger e Robert Vaughn nel 1964 sul set della serie televisiva Organizzazione U.N.C.L.E.

A partire dal remake del celebre film di Fritz Lang Il testamento del dottor Mabuse (1962), per la regia di Werner Klingler, ha affrontato ogni genere di pellicole, dall'esotico al western, dalla commedia allo spionistico. Ancora giovanissima, nel 1963 esordisce nel cinema italiano diretta da Mario Camerini in Kali Yug, la dea della vendetta e, al fianco di Lex Barker, recita nel Mistero del tempio indiano. Chiamata a Hollywood intorno alla metà degli anni sessanta, appare nei western Doringo! (1965) di Arnold Laven e Sierra Charriba (1965) di Sam Peckinpah - che la dirigerà ancora in La croce di ferro (1977) - quindi in Quiller Memorandum (1966) di Michael Anderson, Combattenti della notte (1966) di Melville Shavelson, Il papavero è anche un fiore (1966) di Terence Young e L'imboscata (1967) di Henry Levin. Nel 1967 recita in coppia con Alain Delon, in Diabolicamente tua, ultima regia di Julien Duvivier. Partecipa anche alle produzioni tedesco-statunitensi De Sade (1969) di Cy Endfield e Intrigo in Svizzera (1976) di Jack Arnold.

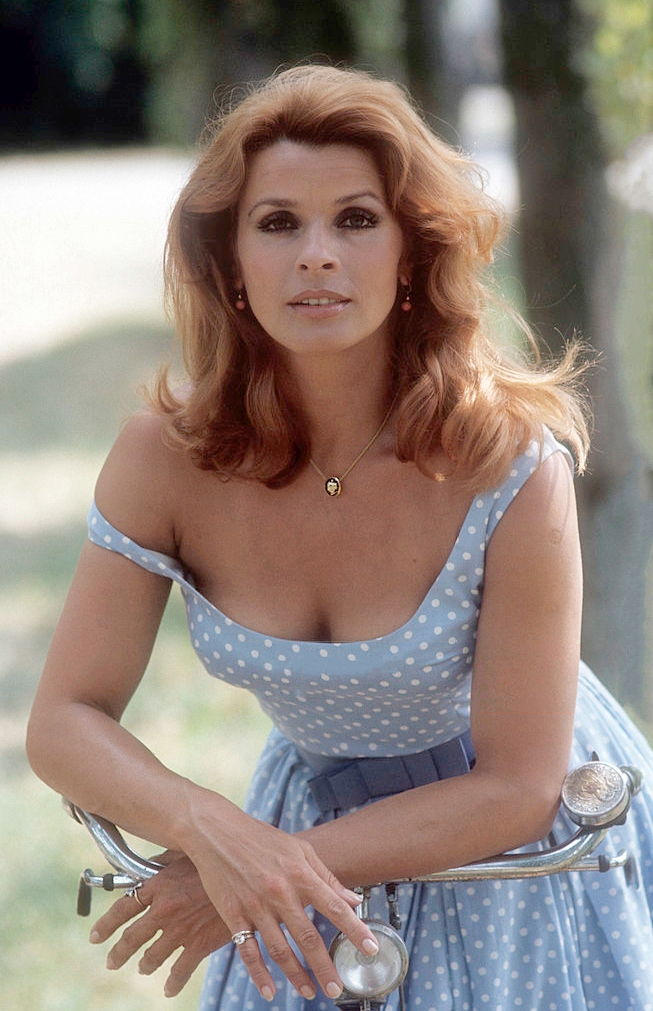
Senta Berger nel 1975

Lavorando molto anche per il cinema e la televisione in Italia, prende parte a diversi titoli della commedia all'italiana quali ...e la donna creò l'uomo (1964) di Camillo Mastrocinque, Operazione San Gennaro (1966) di Dino Risi, Quando le donne avevano la coda (1970) di Pasquale Festa Campanile, Amore e ginnastica (1973) di Luigi Filippo D'Amico e Signore e signori, buonanotte (1976), ma anche drammatici, come Bisturi - La mafia bianca (1973) di Luigi Zampa, Ritratto di borghesia in nero (1978) di Tonino Cervi, e comici come Animali metropolitani (1987) di Steno. Al fianco di Marcello Mastroianni interpreta Le due vite di Mattia Pascal (1985) di Mario Monicelli. 
Intrapresa in seguito la carriera di produttrice cinematografica, dal febbraio 2003 è presidente della German Film Academy, l'istituzione tedesca per il lancio delle nuove promesse del cinema europeo. Nella primavera del 2006 pubblica in Germania un'autobiografia dal titolo Ich habe ja gewußt, daß ich fliegen kann (Sapevo di poter volare). Dopo molti anni di assenza dal grande schermo, nel 2016 torna a recitare con la commedia Benvenuto in Germania! di Simon Verhoeven.

## Vita privata
Sposata nel 1966 con Michael Verhoeven, figlio del regista tedesco Paul Verhoeven (da non confondersi con l'omonimo regista olandese), ha avuto da lui due figli, Simon-Vincent (1972) e Luca (1979).

## Filmografia parziale

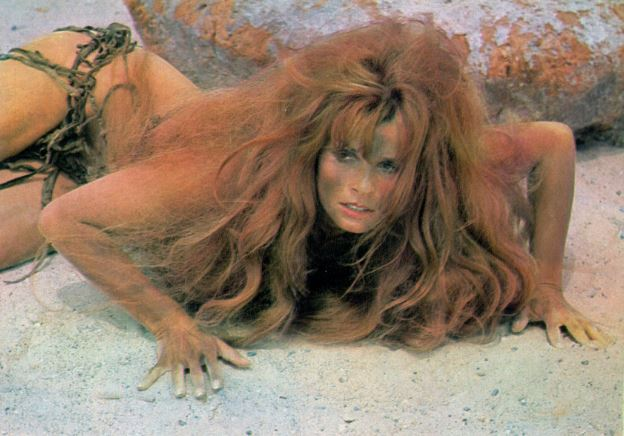
Senta Berger nel film Quando le donne avevano la coda (1970)

### Cinema
- Il bravo soldato Schwejk (Der Brave Soldate Schwejk), regia di Axel von Ambesser (1960)
- O sole mio, regia di Paul Martin (1960)
- Ti aspetterò all'inferno (Es Muss Nicht Immer Kaviar Sein), regia di Géza von Radványi (1962)
- Le vie segrete (The Secret Ways), regia di Phil Karlson (1961)
- Il pugnale malese (Das geheimnis des schwarzen koffer), regia di Werner Klingler (1962)
- Il testamento del dottor Mabuse (Das testament der Dr. Mabuse), regia di Werner Klingler (1962)
- Il mistero del tempio indiano, regia di Mario Camerini (1963)
- Kali Yug, la dea della vendetta, regia di Mario Camerini (1963)
- I vincitori (The Victors), regia di Carl Foreman (1963)
- ...e la donna creò l'uomo, regia di Camillo Mastrocinque (1964)
- La spia dai due volti (The Spy with My Face), regia di John Newland (1965)
- Sierra Charriba (Major Dundee), regia di Sam Peckinpah (1965)
- Doringo! (The Glory Guys), regia di Arnold Laven (1965)
- Operazione terzo uomo (Schüsse im 3/4 Takt), regia di Alfred Weidenmann (1965)
- Quiller Memorandum (The Quiller Memorandum), regia di Michael Anderson (1966)
- Congiura di spie (Peau d'espion), regia di Édouard Molinaro (1966)
- Combattenti della notte (Cast a Giant Shadow), regia di Melville Shavelson (1966)
- Il papavero è anche un fiore (Poppies Are Also Flowers), regia di Terence Young (1966)
- Operazione San Gennaro, regia di Dino Risi (1966)
- L'imboscata (The Ambushers), regia di Henry Levin (1967)
- Diabolicamente tua (Diaboliquement vôtre), regia di Julien Duvivier (1967)
- Infanzia, vocazione e prime esperienze di Giacomo Casanova, veneziano, regia di Luigi Comencini (1969)
- Quelli che sanno uccidere (Les Étrangers), regia di Jean-Pierre Desagnat (1969)
- Se è martedì deve essere il Belgio (If It's Tuesday, This Must Be Belgium), regia di Mel Stuart (1969)
- De Sade, regia di Cy Endfield (1969)
- Quando le donne avevano la coda, regia di Pasquale Festa Campanile (1970)
- Cuori solitari, regia di Franco Giraldi (1970)
- Un'anguilla da 300 milioni, regia di Salvatore Samperi (1971)
- L'amante dell'Orsa Maggiore, regia di Valentino Orsini (1971)
- Roma bene, regia di Carlo Lizzani (1971)
- Da parte degli amici: firmato mafia! (Le Saut de l'ange), regia di Yves Boisset (1971)
- La morale di Ruth Halbfass (Die Moral der Ruth Halbfass), regia di Volker Schlöndorff (1972)
- Quando le donne persero la coda, regia di Pasquale Festa Campanile (1972)
- Causa di divorzio, regia di Marcello Fondato (1972)
- La lettera scarlatta (Der scharlachrote Buchstabe), regia di Wim Wenders (1973)
- Bisturi - La mafia bianca, regia di Luigi Zampa (1973)
- Amore e ginnastica, regia di Luigi Filippo D'Amico (1973)
- Di mamma non ce n'è una sola, regia di Alfredo Giannetti (1974)
- La bellissima estate, regia di Sergio Martino (1974)
- L'uomo senza memoria, regia di Duccio Tessari (1974)
- Giochi perversi di una signora bene (MitGift), regia di Michael Verhoeven (1976)
- Intrigo in Svizzera (Swiss Conspiracy), regia di Jack Arnold (1976)
- Signore e signori, buonanotte, film a episodi, di registi vari (1976)
- Brogliaccio d'amore, regia di Decio Silla (1976)
- La croce di ferro (Cross of Iron), regia di Sam Peckinpah (1977)
- Una donna di seconda mano, regia di Pino Tosini (1977)
- Ritratto di borghesia in nero, regia di Tonino Cervi (1978)
- La giacca verde, regia di Franco Giraldi (1980)
- Speed Driver, regia di Stelvio Massi (1981)
- Fatto su misura, regia di Francesco Laudadio (1984)
- Notti e nebbie, regia di Marco Tullio Giordana (1984)
- Le due vite di Mattia Pascal, regia di Mario Monicelli (1985)
- Animali metropolitani, regia di Steno (1987)
- Cheeeese, regia di Bernhard Weber (1988)
- L'ultima mazurka, regia di Gianfranco Bettetini (1988)
- Tre colonne in cronaca, regia di Carlo Vanzina (1990)
- Benvenuto in Germania! (Willkommen bei den Hartmanns), regia di Simon Verhoeven (2016)

### Televisione
- Disneyland – serie TV (1963)
- Ein schöner Herbst – film TV (1964)
- Polvere di stelle (Bob Hope Presents the Chrysler Theatre) – serie TV (1964)
- See How They Run – film TV (1964)
- Organizzazione U.N.C.L.E. (The Man from U.N.C.L.E.) – serie TV (1964)
- Reporter alla ribalta (The Name of the Game) – serie TV (1968)
- Fermate l'Orient Express – film TV (1968)
- Babeck – miniserie TV (1968)
- Operazione ladro (It Takes a Thief) – serie TV, episodi 1x01-3x05 (1968-1969)
- Tatort – serie TV (1972)
- Frühlingsfluten – film TV (1974)
- Rottamopoli – serie TV (1975)
- Die Verschwörung des Fiesco zu Genua – film TV (1975)
- Abschiede – film TV (1977)
- Abschiede - Drei Szenen aus Wien um 1900 – film TV (1977)
- La giacca verde – film TV (1979)
- Der Traum ein Leben – film TV (1981)
- Dantons Tod – film TV (1981)
- Die priwalov'schen Millionen – miniserie TV (1982)
- Die Entscheidung – film TV (1982)
- Liebe Melanie – film TV (1983)
- Notti e nebbie – film TV (1984)
- La stagione delle piogge – film TV (1984)
- Kir Royal – serie TV (1986)
- Oceano – miniserie TV (1989)
- Quattro storie di donne – miniserie TV (1989)
- Peter Strohm – serie TV (1989)
- La signora col taxi (Die schnelle Gerdi) – serie TV (1989-2004)
- Il commissario Rex – serie TV, episodio 2x05 (1995)
- Unter Verdacht – serie TV, 30 episodi (2002-2019)

#### Pubblicità
Senta Berger prese parte ad alcune serie della rubrica televisiva di sketch pubblicitari Carosello: dal 1958 al 1960 ha pubblicizzato l'Acqua minerale Crodo della Terme di Crodo; nel 1959, insieme a Maner Lualdi e Madeleine Fischer, il brandy SIS Cavallino Rosso della SIS; nel 1970 e 1971 la birra per l'Industria Italiana della Birra e con Clay Regazzoni, Georges Moustaki, Carla Fracci, Adriano Panatta, Ottavia Piccolo e Giacomo Agostini nuovamente il brandy SIS Cavallino Rosso.

### Doppiatrice
- Rabbit School - I guardiani dell'uovo d'oro (Die Häschenschule: Jagd nach dem goldenen Ei), regia di Ute von Münchow-Pohl (2017)

## Riconoscimenti
- Premio Bambi (1968)
- BRAVO Otto in Bronzo (1969)

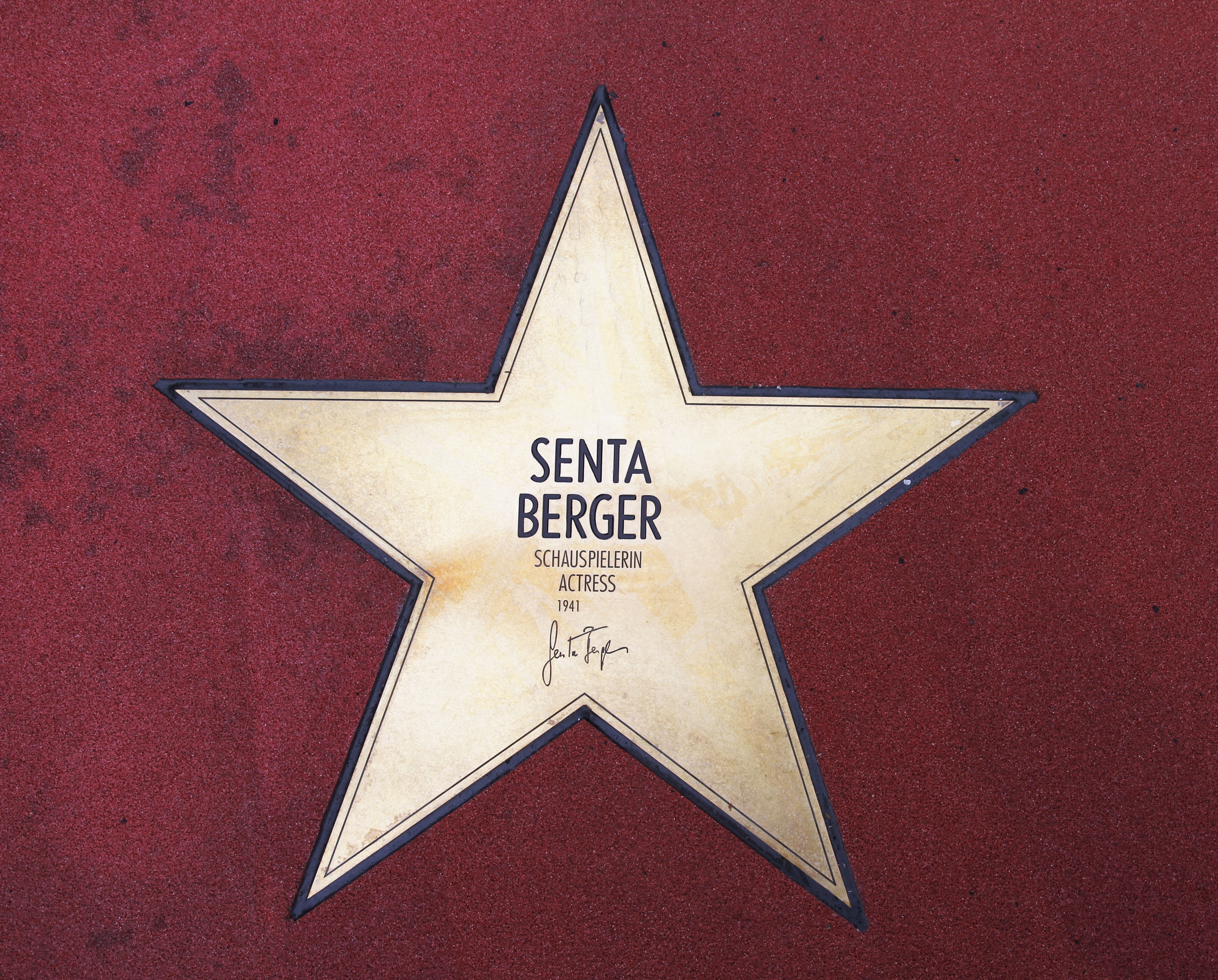
La sua stella alla Boulevard der Stars a Berlino (2010)

- Premio Film in Argento (produzione) Bianca Rosa per loro film ditta Sentana (1983)
- Premio Attore Tedesco (Scarpa Chaplin) per suo ruolo in Kir Royal (1987)
- Premio Bambi Speciale "Unknockable Stars" (1990)
- Premio Golden Gong (1996)
- Ordine Karl Valentin (1998)
- Premio Romy Schneider Albo d'Oro come l'attrice più popolare (1998)
- Croce d'Onore Austriaca per la Scienza ed Arte 1ª classe (1999)[4]
- Premio Bambi nella categoria per la Televisione Nazionale ARD Amore a Quattro Parti ed altre catastrofi (1999)
- Croce di Merito Federale (1999)
- Ordine di Merito di Baviera (2002)
- Premio Audiolibro Tedesco (2003)
- Medaglia d'onore (Monaco) brilla (per lo straordinario servizio alla Monaco) (2003)
- Premio TV de L'Assia come membro dell'ensemble del film La Conferenza (2005)
- Premio Bue d'Oro – Premio onorario della laurea Film Festival di Meclemburgo-Pomerania Anteriore alla Film Production Sentana Senta Berger e Michael Verhoeven (2005)
- Premio Billy Wilder per l'eccellenza nella regia (2006)
- Premio Romy Schneider Albo di Platino alla Carriera (2007)
- Speciale della Premio TV Tedesca premio crime per suo starring ruolo da protagonista in produzione WDR Schlaflos ("Insonne") (2009)
- Herbert-Strate Preis della Film Fondazione NRW e l'Associazione HDF Kino Cinema (2009)
- Premio TV Tedesca per Miglior Attrice per il suo ruolo di primo piano nel Schlaflos (2009)
- Premio Speciale di Film Televisivo al Festival di Baden-Baden per prestazioni drammatici nel Frau Böhm sagt Nein (2009)
- Premio Camera d'Oro nella categoria Miglior Attrice in tedesco nel Frau Böhm sagt Nein e Schlaflos (2010)
- Premio Adolf Grimme per la sua performance in Frau Böhm sagt Nein (2010)
- Premio Televisione Baviera per la migliore attrice dice nel "Film TV" per il suo ruolo nel film Frau Böhm sagt Nein (2010)
- Grande Diagonale dramma premio alla carriera (2010)
- Stella alla Boulevard der Stars in Berlino (2010)
- Premio Hans Abich per i servizi eccezionali in televisione e del cinema (Film Televisivo al Festival di Baden-Baden, 2010)
- Premio Culturale della Città di Monaco di Baviera (2011)
- Orso d'argento per la migliore attrice premio culturale al Festival di Berlino (2012)

## Doppiatrici italiane
- Rita Savagnone in Le vie segrete, Sierra Charriba, Doringo!, Operazione terzo uomo, Combattimenti nella notte, La bellissima estate, Ritratto di borghesia in nero, Brogliaccio d'amore
- Vittoria Febbi in Il papavero è anche un fiore, Roma bene, Le due vite di Mattia Pascal
- Fiorella Betti in Exploit (Bella sexy... e ladra), Diabolicamente tua
- Mariangela Melato in Quando le donne avevano la coda, Quando le donne persero la coda
- Ada Maria Serra Zanetti in L'uomo senza memoria, Benvenuto in Germania!
- Gabriella Genta in Operazione San Gennaro
- Maria Pia Di Meo in L'imboscata
- Laura Gianoli in Infanzia, vocazione e prime esperienze di Giacomo Casanova, veneziano
- Mirella Pace in Amore e ginnastica
- Melina Martello in Oceano

Da doppiatrice è sostituita da:
- Anna Rita Pasanisi in Rabbit School - I guardiani dell'uovo d'oro